# Gymnopilus trailii
Gymnopilus trailii là một loài nấm thuộc họ Cortinariaceae.